# IE商学院
IE 商学院 是西班牙马德里一所研究生高校，成立于1973年，当时命名为企业学院（Instituto de Empresa）.
根据金融时报的报名，IE 的MBA 课程是全世界商学院中最具竞争力的课程之一。除提供企业管理MBA學程之外還有金融管理 (MF), 博士班等课程。金融时报将MBA课程排在2012年世界第八位，《福布斯》杂志将其在2011年排在全球非美国学校第三位。经济学家杂志将职业MBA课程排在2010年全球第一位，美国经济杂志将其排在2011年全球第四位，《华尔街日报》杂志将其排在2010年欧洲第一位。布隆伯格商业周刊将其排在非美国学校2010年世界第三位。金融硕士课程是世界上同类课程中最具竞争力的学校之一，金融时报将其排在2012年世界第一位(无经验课程排名)。
IE 商学院是全球唯一的57家获得商学院三认证的高校之一(占全球商学院不足1%)：EFMD的EQUIS认证、AMBA认证和AACSB认证。也是欧洲第一个加入Beta Gamma Sigma荣誉协会的高校。学校教授硕士学位课程、职业硕士课程、职业教育课程、PhD课程和DBA课程等。每年，来自于全球八十八个国家的约1,900名新生加入IE ，每年大约 5,600 人参加学校的职业教育课程。2008年，48.5%的教授为非西班牙国籍，教师来自于81个国家。学校在全球22个国家设有招生办，学校毕业的约40,000名校友分布于全球102个国家。

## 校园
IE 商学院坐落于马德里的金融中心。目前，IE 校园大约占地27,864m2（包括车库），其中包括53个教室，每个教室平均容纳50名学生、5个电脑室、92个隔间（每个平均容纳10名学生）、一个主视听教室("Aula Magna")和IE 图书馆。教室和视听室分别坐落于Maria de Molina大街的不同位置（位于地铁站Gregorio Marañón 和 Avenida de America之间）以及附近的Serrano大街。

## 合作大学和机构
IE 商学院与全球53所大学建立学生交换机制。IE 商学院是西班牙和拉丁美洲商学院网络机构SUMAQ的创始成员之一，IE与美国西北大学法律学院签署了协议，共同教授法律硕士课程，同时与塔夫茨大学的弗雷彻学院签署了协议，共同教授商业管理和国际关系的双重硕士课程。学校还与美国芝加哥大学研究生院签署了协议，共同运营国际高级管理课程(GSMP)。

## 创业精神
IE 商学院下属的 ICEVED（国际创业精神和创业发展中心）(http://www.iceved.com)，成员学校、投资商和企业家主页。IE%5B%5D 是西班牙 GEM (国际创业精神导师)机构的重要会员，该机构负责研究创新成员之间的关系、建立新的商业和经济增长模式。
学校的 Venture-Lab (V-lab，创新实验室) 项目是帮助学生创建商业项目、发展商业计划的组织，也是所有硕士课程的核心组成部分。

## MBA 课程

### 国际 MBA
IE 的脱产 MBA 课程共13个月，可从十一月或四月开始上课，一直上到次年的十二月或五月。MBA 的2008年入学班包括了 91.5% 名国际学生，来自于 68 个国家。。该课程分解为五个模块和一个预设课程，包括量化计算法和金融财务课程。课程可英语、西班牙语双语授课。

### 全球 MBA
全球 MBA 课程包含了线上课程，时长 15 个月。学生也需亲自参与开设在上海, 纽约, 伦敦或马德里的学习课。英语课程(2009年9月入学班)有来自于34个国家的65名学生。

## 国际管理硕士
国际管理硕士是10个月的脱产课程，有两个入校期(二月和九月)，如果学生参加Beyond Border Experience（换国体验）课程则周期可以延长到13个月。在第三学期，学生有机会从以下课程中选择一个提升专业技能：国际业务、销售和市场、数字商务。换国体验课程让学生有机会让学生可从上述三个专业中再选择一个，拿到双重学历，参加国际顶级学校的交换课程或参加 Venture Lab，提升其研究和咨询项目的能力。

## 学院所有者
IE 商学院由Instituto de Empresa S.L.公司持有并控股，这是一个注册于马德里的盈利性公司，其上属公司为Azalvaro S.L.，主要股东为迪耶戈·阿尔卡萨·希尔维拉先生。

## 排名

### 最新排名
- 2012年6月金融时报，金融硕士（无经验课程）位列世界第二，西班牙第一（页面存档备份，存于）;MBA 课程在当年一月排名中位列世界第八，欧洲第三，西班牙第一（页面存档备份，存于）；，在2010年1月排名世界第六，欧洲第三，西班牙第一（页面存档备份，存于），2009年同月份世界第六，欧洲第三，西班牙第一；此外，2009年欧洲顶级职业教育公开课程 （页面存档备份，存于）在当年5月该杂志评选中位列世界第四，欧洲第二（页面存档备份，存于）；该校的职业 MBA 排名在当年10月位列世界第七，欧洲第二；该校还在年末12月份排名欧洲第五，西班牙第一。*2011年3月的Poets & Quants 杂志中，北美以外的最佳职业 MBA 课程.（页面存档备份，存于）
- 华尔街日报在2009年9月把顶级两年期以下 MBA 课程和MBA 同时列为世界第一。 （页面存档备份，存于）
- 在2009年 QS 全球 200 所商学院报告[9]，欧洲第八
- 2009年11月商业周刊 职业 MBA 排名世界第六，欧洲第一 [10]
- 2011年8月 福布斯杂志, 位列顶级非美国一年期商学院的世界第三。（页面存档备份，存于）
- MBA 排名2009年10月经济学家杂志和2011年6月的美洲经济分列 世界第十六，欧洲第七和世界第四。（页面存档备份，存于）
- 职业教育课程在2009年11月的美洲经济世界第七，欧洲第一。

## 著名教授
- Eduard Punset Casals, 创新科技教授、律师、经济学家、科普作者
- Eric Reiss, 信息教育学院前主席，实用信息架构作者
- Martín Varsavsky, 阿根廷企业家，作家和教授
- Juan José Güemes, 前政治家，2000-2003年西班牙旅游局局长，2003-2007年马德里就业司司长，2007-2010年马德里健康司司长

## 著名校友
- Richard Alden, ONO公司的CEO